# 고속전대 터보레인저
고속전대 터보레인저(일본어: 高速戦隊ターボレンジャー)는 일본의 특촬 드라마로, 1989년 2월 25일부터 1990년 2월 23일까지 전 50화로 TV 아사히에서 방영되었다. 이 전대는 1975년부터 1977년까지 방영된 '비밀전대 고레인저' 이후로 방영된 전대로는 14년만에 최초로 '레인저'라는 명칭이 붙은 전대이며, 쇼와 천황 서거 이후에, 헤이세이 시대의 첫 번째 전대이다. 대한민국에서는 1996년 현대통상에서 《터보유격대》라는 제목으로 수입제작한 바 있다.

## 개요
슈퍼 전대 시리즈 중 사상 최초로 유일무이하게 고교생들로만 구성된 전대이다. 본 작품은 청춘을 모티브로 하는, "젊음"이나 "상쾌함"을 더 앞세우는 작품 만들기가 지향된다. 고교생을 주인공으로 삼고 있는 형편상 학원 드라마적 요소도 내포되어 있는 반면 메인 타겟인 유년층에의 배려로부터, 스태프 사이드로는 "학교 장면을 최대한 줄인다"이라는 뜻도 있었다는 것이다."
모티브에는 당시의 미니 사구 열풍을 반영하고"자동차"가 채용된다. 동시에 "요정"이라는 신비성 있는 요소도 도입된다. 이 자동 차라는 모티브가 주요 구매층으로 받아들여진 것도 있고 1호로인 터보 로보의 장난감은 단품 판매 수 역대 최다 기록을 세웠다. 또 1호 혹은 2호로 중 어느 하나만을 수납하는 기존의 거대 모함 대신 본 작품에서는 그 어느 쪽이라고도 조합되면서, "초거대 로봇 기지"라는 컨셉이 새로 나온다.. 반다이·PLEX의 노나카 타케시는 본 작품으로 처음 동기를 짤 수 있었다고 했다.
당시 《○ ○만》의 제목이 주류였던 슈퍼 전대 시리즈이지만 원점 회귀의 뜻을 담아 《비밀전대 고레인저》 이후 오랜만에 《 ○ ○ 레인저》이 채용된다.
토에이 프로듀서인 스즈키 타케 유키는 본 작품의 사운드 트랙 라이너 노츠 기고에서 전작 《라이브맨》에서는 스토리를 난해하게 너무 많이 했다는 반성이 있었음을 말했고, 본 작품을 기획할 때는 단순 명쾌하게 정의와 악의 도식을 하고 싶었다고 한다. 그러나 스토리 중반부터는 제삼 세력으로 인간과 폭력 마의 혼혈아인 흐름 폭마 지하 마루가 등장하고 삼파전이 이야기의 중심으로 치르는 등 보통 수단으로는 안 된다 시리즈로 구성되어 있다. 폭마 백족의 간부가 거의 전멸한 후는 얌 마루와 새로 등장한 흐름 폭마 끝 간 두 사람과의 인연이 이야기의 메인이 다. 또한 악의 조직인 '폭마 백족'이 인간의 환경 파괴로 현대에 부활했다는 설정 때문에 스토리의 초반에서는 환경 문제를 소재로 한 작품도 여럿 보였다.

### 제1화 〈10대 전대 집합 시킨다! 터보 레인저〉
본 작품의 제1편에서는 당시 슈퍼 전대 시리즈의 제1편으로 꼽혔던 《배틀 피버 J》에서 전작 《초수전대 라이브맨》까지 과거 10작품의 히어로 53명 전원이 총출동하고 본 작품 발표와 역대 10대 전대에서 본 작품의 바통 터치가 열린다는 스페셜 편이다. 내용은 《배틀 피버》에서 《라이브맨》까지 10대 전대의 활약을 본편의 영상을 맞대고 되돌아 보는 총정리 편으로, 오프닝도 10대 전대의 전투 장면을 중심으로 구성되는 등 통상적인 포맷과는 확연히 다르다. 이 회에서 사용된 10대 전대의 정장, 마스크는 과거에 사용된 것이 그대로 이용되고 있으며, 액션을 담당한 재팬·액션·클럽의 멤버는 촬영에 있어서 각 배역의 비디오를 시청하는 이름의 포즈 등을 익혔다는 점이 있다.
제1화에서 특별 편은 시리즈 제10편의 전기가 된 전작 《라이브맨》 제4화로 예정됐던 기획이 악천후 때문에, 촬영이 늦어짐으로써 실현되지 않았기 때문에, 본 작품으로 흐른 것이다. 그래서 본 작품에서는 제2화가 실질적인 스토리의 시작이 됐으며 제1화의 방송이 끝난 후엔, 제2화 예고가 실질적인 새 프로그램 예고로 방송됐다. 또 전술한 카운트를 감안하는 형태로, 작중에서는 핑크 터보가 《배틀 피버》를 "초대 슈퍼 전대"으로 소개하고 있다. 이번 회는 걸작선으로서 출시된 비디오에는 수록되지 않았지만 도에이 채널에서 방송과 DVD릴리스 때에는 본 방송과 마찬가지로 제1화로 방송 녹화되고 있다.

### 방송 시간대 변경
1989년 가을 프로그램 개편에 따른 앞에서 나온 대로 슈퍼 전대 시리즈 방송 시간대가 그 해 10월부터 기존 토요일 저녁부터 금요일 저녁에 변경되었다. 킨키 광역권의 지역 민방 네트워크인 아사히 방송(이하 ABC)의 경우, 토요일 밤 《부장 형사》 시리즈 자체 방송 관계로 그 이전부터 금요일 5시대 후반보다 더 늦게 방송 했기 때문에 ANN 지역 민방 네트워크 가맹국의 방송 범위 변경에 따른 동시 네트워크가 된다.
1988년부터 유괴 납치 사건 등이 빈번하게 일어나고 특촬물과 애니메이션의 폭력성 및 모방 위험의 우려가 계속 거론되어, 시청률이 점진적으로 떨어진다. 한편, 시간대 변경을 주 시청층인 유년층이 인식하지 못한 건, 시청률은 변경 전보다 일시적으로 떨어져, 관계자 일각에선, 시리즈 존폐 여부를 묻는 목소리가 많다는 특징이 있다.

## 줄거리
지금부터 앞선 2만년 전 세계는 사람과 요정과 폭마백족이 존재하고 있었다. 그리고 폭마백족과 인간과의 싸움이 벌어졌다. 인간은 요정과 협력하여 폭마백족에 승리하고, 요정들의 수호 동물인 인간을 재앙으로부터 지키는 성수 라키아에 의해서 폭마백족은 봉인된다.
그러나 2만년 사이에 인간은 요정의 존재를 잊고 요정도 거듭되는 자연 파괴로 멸망하고 있었다. 그리고 성수 라키아의 힘이 약해지면서 폭마백족의 봉인이 풀린다. 폭마백족은 인간에 대한 오랜 원한을 품어 침략을 개시했다.
요정족의 마지막 생존인 시론은 무공해 엔진을 발명하는 등 탁월한 두뇌를 가진 다자이 박사와 함께 폭마백족과의 전쟁 준비를 진행하고 있고, 요정을 볼 수 있는 도쿄 도립 무사시노 학원 고등 학교 3년 A조 5명의 학생들에게 지구의 미래를 맡기기로 했다.
시론에 터보 브레스를 주어진 5명은 강화 슈트를 걸치면서, '터보레인저'로 '젊음'을 무기로 싸우다.

## 등장인물

### 고속전대 터보레인저
멤버 5명 전원이 고교생 모두 도립 무사시노 학원 고등학교 3년 A반 소속.
슈퍼 전대 시리즈에선 유일무이하게 영웅의 단독 출마의 포즈가 존재하지 않고 출사 표는 반드시 5명이 함께 이루어지고 있다.이런 배경에서, 훗날 《백수전대 가오레인저 VS 슈퍼 전대》에서 역대 레드의 후보 장면이 삽입되는, 레드 터보만 신촬의 영상과 본 작품의 힘이 레드 터보로 변신할 때 은행 음성을 사용한 단독 포즈가 등장하고 있다.
- 호노 리키(炎 力) / 레드 터보(レッドターボ) (국내명: 강철 / 레드 터보) (18세 (1971년 출생))

터보 레인저의 리더. 누구 못지 않은 강한 정의감과 행동력을 가지고 태어나면서의 지도자 타입이다. 전형적인 열혈형이지만 냉정한 판단을 가진 두뇌파의 측면도 있다. 야구부 소속으로 주장을 맡는다. "에이스 투수로 4번"이란 절대적 존재. 공의 위력은 컸고 포수를 후방으로 묻을 정도이다. "불꽃의 마구"로 불리는 변화구를 가진다. 타자로도 2년 전의 신인전에서 끝내기 홈런을 때렸다. 장래는 프로 야구 선수를 꿈꾸고 있다. 터보 레인저가 되기 전에는 담임 겸 야구부 고문 야마구치 왈 "공부도 야구도 하고 착하다"였지만, 그 후 테스트의 점수가 형편없었던 것에서 야마구치에 동아리 활동을 금지되어 버린 것도 있는다. 호인의 면이 있고 그 측면은 때에 적대 관계에 있는 폭마 백족에 이른다. 싸움이 없는 의논에 의해서 해결을 시도하는 것도 많다.홱 날아가폭마 줄 텐의 소원을 들어주며 동료의 말도 뿌리치다 그를 도운 것도 있다.
- 야마가타 다이치(山形 大地) / 블랙 터보(ブラックターボ) (국내명: 김영춘 / 블랙 터보) (18세 (1971년 출생))

터보 레인저의 서브 리더. 육상부에 소속하고 내구력이 높은 강력한 육체를 갖고 뛰는 것을 더없이 사랑한다. 하루나에 뒤지지 않는 두뇌 측면에서도 뛰어나다. 평소 차분한 성격이지만, 가끔은 열혈 타입의 힘 이상의 뜨거움을 보인다.
- 하마 요헤이(浜 洋平) / 블루 터보(ブルーターボ) (국내명: 조준호 / 블루 터보) (18세 (1971년 출생))

수영부 소속으로 수영과 높은 다이빙을 잘한다. 그 실력은 고등 학생이 하고 강사의 자격증도 가질수록 크다. 쿨한 성격과 잘생긴 외모로 여학생의 인기가 높다. 그 한편 슌스케 같이 익살꾼으로 안정감이 없는 곳도 있다. 그를 대신해서 같은 반의 켄이치가 블루 터보로 변신한 바 있다.
- 히노 슌스케(日野 俊介) / 옐로 터보(イエローターボ) (국내명: 이정식 / 옐로 터보) (18세 (1971년 출생))

체조부 소속으로 전투에서도 아크로바틱 한 움직임으로 적을 농락하다. 체조에 대한 생각이 머리에서 떠나지 않고 전투 때 바로 기술의 채점을 하고 버리는 경우도 있다. 우스꽝스러운 인물로, 오두(힘담)곳도 있으나 그 성격 밝기로부터 반 분위기 메이커도 되고 있다. 미술 수업 중에 장난쳐서 물구나무 서기 하다 실수로 조상을 파괴했기 때문에 벌로 청소한 일도 있다. 그런 흥겨움의 한편으로 어려운 체조 연습에 "이제 글렀다"과 비관적으로 되는 것도 있지만, 그때마다 후배의 사카키바라 유미가 연주하는 플루트 연주에 힘을 내는 경우도 있다. 할머니가 있어 제9화에서 건막염에 좋은 고약을 만들어 준다. 또 순지라는 남동생이 있었지만, 3년 전 교통 사고로 잃었으며, 10년 전에 해안에서 왕따였다는 사요 양이라는 소녀를 도운 적이 있어 그녀가 첫사랑이기도 했다. 사실 그녀는 달빛 사요코 것 흐름 폭마 끝 카고 있었지만 서로에게 그 일을 깨닫지 못하는 경우도 있다.
- 모리카와 하루나(森川 はるな) / 핑크 터보(ピンクターボ) (국내명: 유미나 / 핑크 터보) (18세 (1971년 출생))

학생 회장을 맡는 학교 최고의 수재. 소속된 배턴부에서도 꽃 같은 존재이다. 터보 레인저 홍일점. 다른 4명을 주도하는 것도 있고 얼핏 보면 강한 성격이지만 매우 섬세하고 상냥한 마음의 소유자. 연극의 경험도 있고 폭마과 4명도 속인 정도의 높은 연기력을 가진다. 다른 4명 같이 폭력 마귀에 감연히 맞서는 한편, 개구리나 귀신은 약한 것 같다.

### 조력자
- 다자이 박사

요정의 존재를 알고 있는 과학자이다. 요정과 교류하 폭마의 침공을 예견, 이에 대항하기 위해서 자신의 자산을 투입했으며, 시론과 협력하고 터보레인저의 아이템이나 머신 각종을 개발하고 터보레인저를 결성했다. 온후한 성격이지만 조금만 강한 어조가 된 적도 있다. 의사 면허도 있나 부상한 멤버를 치료하기도 한다. 빵을 먹으며 즐겁게 자전거를 탄다는 좀 우스꽝스러운 일면도 보였다.
- 야마구치 미사

도립 무사시노 학원 고등 학교 담임교사. 터보 레인저 멤버 5명이 소속된 3년 A반 담임을 맡고 있어 교과는 수학을 담당. 힘이 소속하는 야구부 고문도 맡는다. 터보 레인저와 폭력범과의 싸움에 뭔가 빠져들기 쉽다. 도로로보마로 인해서 아이의 모습이 된 것이 있다. 거대 스모 보마전에서는 호출과 레프리의 두 역을 맡고 있다. 다자이 박사 말은 당초 5명을 휘두르는 성가신 사람이라고 생각하고 있었지만 어느새 서로 사랑하는 것으로 보이는 관계에. 여동생에 쿵후 등의 격투기가 잘하는 미카가 있다. 멤버 5명이 터보레인저인 것 등은 전혀 몰랐지만 뭔가를 하고 있는 것 같은 일에는 도중에 마음이 생기고 졸업식에 나가서 달라고 일념에서 터보 빌더에 도착했다. 그리고 터보 레인저를 질타 격려했다. 네오라 곤에 패한 사채 마루에도 호소했다. 모든 싸움이 끝난 뒤 회원 5명과 다자이 박사와 함께 시론을 배웅했다.
- 요정 시론

요정족 마지막 생존, 평소에는 돌 하우스에 살고 있다. 키는 18 cm. 멤버 5명만이 그녀를 육안으로 볼 수 있지만 그것은 5명이 아이의 시절에 입은 요정의 빛의 영향이다. 다자이 박사와 야마구치 선생 등 보통의 인간이라도 박사가 만든 장치 〈요정 유리〉를 걸것으로 보인다. 힘을 쓰기와 등의 날개가 되고 사라지고 사람 크기의 크기가 된다. 잡힌 날개는 나비처럼 비행시킬 수 있어 타인의 등에 붙이고 그 인물을 요정 크기로 축소시키고, 그 사람이 세뇌된 상태에서는 의식을 잃은 상태로 만든다. 또 힘을 얻으면 날개를 자신의 등에 되돌릴 수 있다. 모든 싸움이 끝난 뒤 라 기아의 품으로 떠났다. 오프닝의 왼쪽 눈의 업은 그녀의 것이다. 초기에는 "요정 시론"로 잘못 표기됐다.
- 짐승 라키아

2만년 전에 폭마 백족을 봉인한 인간을 재앙으로부터 지키는 짐승. 하지만 환경오염에 의해 봉인의 힘이 약해지고 폭마에 부활을 허용해 버린다. 그 후, 다자이 박사와 터보레인저와 요정 시론에게 폭마백족 타도를 잃고 목숨을 잃는다. 이후에 별자리가 되어 터보레인저들을 지켜보게 된다.

## 출연진
- 호노 리키(레드 터보) : 사토 켄타
- 야마가타 다이치(블랙 터보) : 가나하 요기야키
- 하마 요헤이(블루 터보) : 아사쿠라 케이야
- 히노 요스케(옐로 터보) : 카타키리 쥰이치로
- 모리가와 하루나(핑크 터보) : 키노하라 요시코
- 다자이 박사 : 오카모토 후지타

## 에피소드
1. 10대 전대 집합 (특집편)
2. 너희들은 요정을 봤는가?
3. 폭마성 2만년의 저주
4. 데굴데굴 인간 당고
5. 탈출이다! 사무라이 마을
6. 미끈미끈 폭마좀비
7. 연인을 막는 폭마수
8. 하늘을 나는 쟈민의 집
9. 동경하는 악마의 플릇
10. 도깨비를 부르는 5월 인형
11. 폭발! 우라도로
12. 별이 된 폭마수
13. 마녀를 함정에 빠뜨려라!
14. 등장, 방랑 전학생
15. 아미마루 필살의 조준
16. 쏴라, V터보 바주카
17. 어린이가 된 선생님
18. 5분간의 변신
19. 격돌 마형제
20. 폭마족 하루나
21. 스모 승부
22. 청춘 로드
23. 유령 가득
24. 무서워, 여름 바다
25. 싸우는 강아지
26. 리키, 절체절명
27. 소녀폭마 린
28. 로봇 합체 불능
29. 서둘러라, 신형 로봇
30. 레다의 최후
31. 여전사 키리카
32. 악마의 대괴조
33. 빼앗아라, 요헤이의 얼굴
34. 즈르텐의 비기
35. 사랑을 부르는 마신검
36. 운명의 옛 추억
37. 쿵푸 수수께끼 소녀
38. 사람을 먹는 지옥도
39. 라곤의 최후
40. 걸어라, 시코쿠의 아이
41. 스타는 나다
42. 무서운 생일
43. 6번째 전사
44. 흐름폭마 전설
45. 초매직 소년
46. 라곤의 연습
47. SOS 변신 불능
48. 흐름 폭마의 비밀
49. 아름다운 키리카
50. 무서운 대봉인
51. 청춘의 졸업식 (최종회)